# Morsbach (Renânia do Norte-Vestfália)
Morsbach é um município da Alemanha localizado no distrito de Oberbergischer Kreis, região administrativa de Colônia, estado da Renânia do Norte-Vestfália.